# Lorie Kane
Lorie Kane, CM (Charlottetown, 19 december 1964) is een Canadese golfprofessional. Ze debuteerde in 1996 op de LPGA Tour en in 2010 op de Legends Tour. In 2006 werd ze lid van de Orde van Canada.

## Loopbaan
In 1993 werd Kane een golfprofessional en in 1996 maakte ze haar debuut op de LPGA Tour. In 2000 behaalde ze drie zeges op de LPGA en de eerste zege was in augustus 2000 door de Michelob Light Classic te winnen.
In 2010 maakte Kane haar debuut op de Legends Tour en ze behaalde in 2011 haar eerste Legends-zege door de Wendy's Charity Challenge te winnen. In 2013 behaalde ze haar tweede zege door het The Legends Championship te winnen.

## Erelijst

### Professional
LPGA Tour
| Nr. | Datum            | Toernooi                | Score           | Score | Info                                 |
| --- | ---------------- | ----------------------- | --------------- | ----- | ------------------------------------ |
| 1   | 6 augustus 2000  | Michelob Light Classic  | 68-66-71=205    | –11   |                                      |
| 2   | 1 oktober 2000   | New Albany Golf Classic | 74-67-68-68=277 | –11   | Won de play-off van Mi-Hyun Kim      |
| 3   | 5 november 2000  | Mizuno Classic          | 70-68-66=204    | –12   | Won de play-off van Sophie Gustafson |
| 4   | 10 februari 2001 | LPGA Takefuji Classic   | 70-69-66=205    | –11   |                                      |

Legends Tour
- 2011: Wendy's Charity Challenge
- 2013: The Legends Championship

Overige
- 2001: Hyundai Team Matches (met Janice Moodie)
- 2002: Hyundai Team Matches (met Janice Moodie)

## Teamcompetities
Amateur
- Espirito Santo Trophy ( CAN): 1992

Professional
- World Cup of Golf ( CAN): 2005, 2006, 2008
- Handa Cup (World team): 2010, 2011, 2012 (gelijkspel), 2013 (winnaars)